# Купер, Ди Си
Дональд Кристофер Купер (англ. Donald Christopher Cooper; 22 августа 1965 года, Джонстаун, штат Пенсильвания), более известный как Ди Си Купер (DC Cooper) — американский музыкант, вокалист.

## Биография
Купер родился в небольшом американском городке Джонстаун в горах Аппалачи. Брат Ди Си, Кристофер Купер, умер в 1987 году в 22 года, впоследствии музыкант посвятил покойному брату несколько песен. Музыкальную карьеру начал с выступлений в местных группах, игравших в Пенсильвании. Участие в группах совмещал с обучением вокалу под руководством известного преподавателя оперного пения Шарлотты Коулман. Ещё несколько лет Купер продолжал выступать в родном округе.
В 1994 году Ди Си Купер громко заявил о себе на весь мир. Он принял участие в кастинге на замещение позиции вокалиста в легендарной группе Judas Priest вместо покинувшего её Роба Хэлфорда. Он дошёл до финала прослушиваний, но выбор группы был остановлен на Тиме Оуэнсе, известном как «Ripper». Тем не менее, Купер стал известен в музыкальных кругах Европы и мира, особенно, в среде исполнителей тяжелого рока и хеви-метала. Ди Си получил ряд предложений о сотрудничестве от европейских и американских групп. Его выбор пал на датскую группу Royal Hunt.
К тому времени (1994 год) Royal Hunt, группа, основанная датско-русским музыкантом Андре Андерсеном, была в сложной ситуации — за 2 месяца до начала тура в Японии группа осталась без вокалиста. Именно поэтому Андерсен и был заинтересован в сотрудничестве с Купером. После подписания соглашения, 26 декабря 1994 года Ди Си Купер стал вокалистом Royal Hunt. При этом, у Купера было всего 12 репетиций, чтобы выучить весь материал для японского тура. Вокалист превзошёл себя — выступления в Японии имели огромный успех, а Купер стал невероятно популярен.
17 января 1995 года в Японии произошло печально известное землетрясение в Кобе, унесшее большое число жизней. Участники группы посвятили этому событию песню «Far Away», которая в скором времени достигла 1 места в японском чарте. Впоследствии и сам Купер был признан вокалистом №1, получив премию «Top Vocalist Award» по версии престижного японского музыкального журнала Burrn!. Эту награду он получал дважды, в 1994 и 1995 годах.
Период сотрудничества Купера с «Королевской охотой» считается «золотым» периодом творчества группы. Именно в этом период были записаны классические альбомы — «Moving Target» и «Paradox».
В 1998 году Royal Hunt решает временно приостановить свою деятельность. Прочитав объявление на официальном сайте, Купер узнает, что группа приняла решение прекратить сотрудничество с ним. Купер решает заняться сольным творчеством. Для работы над сольным альбомом Ди Си привлек гитариста Торе Этсби (группа Conception), гитариста Альфреда Коффлера, басиста Денниса Уорда и ударника Косту Зафиру (все — группа Pink Cream 69), а также клавишника Гюнтера Верно (группа Vanden Plas). Запись альбома проходила в Карлсдорфе (Германия). Альбом под названием «D.C. Cooper» был издан в 1999 году.
В поддержку альбома Ди Си Купер отправился в тур, который прошёл весьма успешно. После возвращения из тура Купер и Алекс Бейродт создают новую группу Silent Force. Купер записал с группой 4 альбома: The Empire of Future (2000), Influator (2001), Worlds Apart (2004) и Walk the Earth (2007).
Помимо работы в указанных группах Купер также сотрудничал с группами Shadow Gallery (альбом Tyranny), Rage (альбом Unity), Edenbridge (альбом Aphelion), Voyager (альбом The Meaning of I) и другими.
Купер заявлял о том, что хотел бы принять участие в музыкальной театральной постановке. В 2005 году Купер совместно с группой музыкантов начали проект «Missa Mercuria» — рок-оперу в стиле прогрессивный метал. Купер написал тексты для всех песен и сам исполнил на сцене роль Бога Огня. Это был первый для Ди Си опыт написания текстов. В 2007 году Купер принял участие в рок-опере Genius a Rock Opera, где исполнил в эпизоде III заглавную партию Джиниуса.
В 2011 году было объявлено о воссоединении Купера с Royal Hunt. Переговоры шли достаточно долго, Купер далеко не сразу согласился на предложение Андре Андерсена о возобновлении совместной работы. Ди Си принял участие в концертах «Королевской охоты» в Японии и России. В этом же году вышел новый студийный альбом группы Show Me How to Live с вокалом Купера. Альбом выдержан в «классической» стилистике Royal Hunt.

## Личная жизнь
Ди Си женат на Мишель Купер, у них двое сыновей: Клэйтон (род. 2003) и Карсон (род. 2005).
В свободное от музыкальной деятельности время Купер занимается достаточно непростыми вещами — подрабатывает фельдшером и добровольцем в пожарной бригаде. Ему неоднократно приходилось сталкиваться с тяжелыми ситуациями и попытками самоубийств, но, по собственному заявлению, главное для Купера — «чувствовать себя человеком».

## Дискография

### Сольное творчество
- DC Cooper (1999)

### СRoyal Hunt
- Far Away (EP, 1995)
- Moving Target (1995)
- 1996 (1996)
- Paradox (1997)
- Closing the Chapter (1998)
- The Best (сборник, 1998)
- Show Me How To Live (2011)
- A Life To Die For (2013)
- Devil's Dozen (2015)
- Cargo (Japanese Edition, 2016)
- Cast In Stone (2018)

### С Silent Force
- The Empire of Future (2000)
- Influator (2001)
- Worlds Apart (2004)
- Walk the Earth (2007)

### Другие проекты
- Shadow Gallery (альбом Tyranny) — вокал в песне «New World Order» (1998)
- Explorer's Club (альбом Age of Impact) — вокал (1998)
- Pink Cream 69 (альбом Electrified) — вокал в песне «Over the Fire» (1998)
- Rage (альбом Unity) — бэк-вокал (2002)
- Missa Mercuria (рок-опера) — тексты песен, роль Бога Огня (2002)
- Edenbridge (альбом Aphelion) — вокал в песне «Red Ball in Blue Sky» (2003)
- Группа Гэри Хьюза (альбом Once and Future King. Part II) — партия короля Элла (2003)
- Dol Ammad (альбом Ocean Dynamic) — вокал (2006)
- Amaran's Plight (альбом Voice in the Light) — вокал (2007)
- Steel Seal (альбом By the Power of Thunder) — вокал (2007)
- Genius a Rock Opera — партия Джиниуса (Эпизод III) (2007)
- Voyager (альбом The Meaning of I) — приглашенный вокалист (2011).